# دستور زبان فارسی تاجیکی
این مقاله دستور زبان فارسی تاجیکی معیار را که در تاجیکستان و ازبکستان رایج است توصیف می‌کند. به‌طور کلی، دستور زبان تاجیکی متناسب با نوع تحلیلی آن است. اندکی از سامانه حالتی باقی مانده‌است و روابط دستوری اساساً از طریق واژه‌بست‌ها، ترتیب کلمات و سایر ساختارهای تحلیلی بیان می‌شوند. دستور زبان تاجیکی تقریباً یکسان با دستور زبان فارسی است، اگرچه در برخی از زمان‌های فعلی تفاوت‌هایی وجود دارد.

## اسم‌ها
در فارسی تاجیکی اسم‌ها دارای جنس نیستند. گرچه در مواردی جنسیت معمولاً با تغییر کلمه متمایز می‌شود همانند мурғ (مرغ) و хурӯс (خروس). همچنین جنسیت در مواردی با افزودن нар (نر) و мода (ماده) به پیش و پس از اسم‌ها مشخص می‌شود همانند хар-и нар (خر نر) و хар-и мода (خر ماده).
در تاجیکی نیز حرف تعریف وجود ندارد و تنها مفعول با افزودن پسوند ро- (را) نشان داده می‌شود. استفاده از این پسوند هنگام سخن در مورد چیزی که پیشتر دربارهٔ آن سخن گفته شده، اجباری است. اسم‌ها ممکن است چندین پسوند داشته باشند. از میان این پسوندها، ابتدا نشانگر جمع افزوده می‌شود و به دنبال آن هر نشانگر صرفی به دنبال نشانگر مستقیم چیز می‌آید. به عنوان مثال اسم китобҳоятонро (کتاب‌هایتان را) شامل کتاب+های+تان+را است.

### شمار
در تاجیکی دو شکل شمار وجود دارد، مفرد و جمع. جمع با پسوند ҳо- (-ها) یا он– (-ان) نشان داده می‌شود، اگرچه ممکن است وام‌واژگان عربی از جمع‌های عربی استفاده کنند. ه مانند فارسی -ها با هر اسمی قابل استفاده است ولی -ان معمولاً برای اسم‌های جاندار استفاده می‌شود و دارای انواع ён- (-یان) برای واژگانی که به ای، او یا آ ختم می‌شوند، вон- (-وان) برای کلماتی که به اُ ختم می‌شوند و гон- (-گان) برای کلماتی که به -ـه ختم می‌شوند است. به عنوان مثال، جمع برای асп (اسب) می‌تواند یا аспҳо (اسب‌ها) یا аспон (اسبان) باشد. پسوند -ان در مورد اعضای بدن که به صورت دوتایی قرار می‌گیرند، مانند даст (دست) و чашм (چشم) نیز کاربرد دارد و این دو به ترتیب به صورت дастон (دستان) و чашмон (چشمان) جمع بسته می‌شوند.
جمع‌های مکسر از عربی در تعداد معدودی از کلمات وجود دارد. این موارد در فارسی تاجیکی کمتر از سایر گونه‌های فارسی کاربرد دارند که به دلیل تأثیر کمتر فرهنگ و آموزش عربی-اسلامی در تاجیکستان و ازبکستان است.

## صفت‌ها
در تاجیکی همانند سایر گونه‌های فارسی بین صفت و موصوف مطابقتی وجود ندارد و آن‌ها نشانه‌های جمع موصوفشان را نمی‌پذیرند برای نمونه китоби хуб (کتاب خوب) و китобҳои хуб (کتاب‌های خوب). صفت‌ها پس از اسمی که آن را توصیف می‌کنند می‌آیند و بین آن‌ها نقش‌نمای اضافه قرار می‌گیرد. گرچه در صفت‌های برترین صفت‌ها پیش از اسم می‌آیند. برای نمونه:
кӯҳи баланд (کوه بلند)
кӯҳи баландтар (کوه بلندتر)
баландтарин кӯҳ (بلندترین کوه)

## ساختار اضافه
نقش‌نمای اضافه واژه‌بستی است که برای نشان دادن یک ترکیب اضافی یا ترکیب وصفی از آن استفاده می‌شود و با افزودن یک کسره به حرف آخر موصوف یا مضافٌ‌الیه ساخته می‌شود. این ساختار با توجه به الفبا و آوایش تاجیکی در همه حال به‌صورت حرف (и-) نوشته می‌شود و در این گویش برخلاف فارسی ایران یای میانجی و دیگر ساختارهای استثنا وجود ندارند. کسره در واژگان جمع پس از علامت جمع می‌آید. برای نمونه:
духтари хушрӯй (دخترِ خوشروی)
духтарони хушрӯй (دخترانِ خوشروی)
ضمیرهای پیوسته و یای نکره نیز در پایان ساختار اضافه می‌آیند. برای نمونه китоби хубам (کتابِ خوبم)

## ضمیرها
ضمیرها در تاجیکی همانند سایر گونه‌های فارسی شش عدد در دو ساختار گسسته و پیوسته وجود دارند.
| شخص | مفرد     | مفرد     | جمع         | جمع          |
| شخص | گسسته    | پیوسته   | گسسته       | پیوسته       |
| --- | -------- | -------- | ----------- | ------------ |
| اول | ман (من) | ам- (ـَم) | мо (ما)     | амон- (ـِمان) |
| دوم | ту (تو)  | -ат (ـَت) | шумо (شما)  | -атон (ـِتان) |
| سوم | ӯ (او)   | -аш (ـَش) | онҳо (آن‌ها) | -ашон (ـِشان) |

دوم شخص جمع یعنی шумо (شما) گاهی برای احترام برای یک فرد نیز به کار می‌رود. این حالت در تاجیکی با بزرگ نوشتن نخستین واژه آن مشخص می‌شود. برای نمونه؟ Шумо кай меоед (شما (تو) کی می‌آیید؟) و؟ шумо кай меоед (شما (چند نفر) کی می‌آیید؟). البته در گویش شمالی تاجیکی، شکل جمع شما به صورت шумоён (شمایان) است و شما فقط برای مفرد به کار می‌رود؛ برای نمونه؟ кай шумоён меоедетон (کی شمایان می‌آیید؟).

## حروف اضافه
حروف اضافه تاجیکی نیز همانند سایر گونه‌های فارسی و به شرح زیرند:
| تاجیکی | غربی |
| ------ | ---- |
| аз     | از   |
| бо     | با   |
| бар    | بر   |
| ба     | به   |
| бе     | بی   |
| дар    | در   |
| чун    | چون  |
| то     | تا   |

## فعل‌ها
ساختار فعلی تاجیکی بسیار شبیه به فارسی ایران است با این حال تفاوت‌هایی در برخی از زمان‌های فعل‌ها وجود دارد.

### مصدر و بن
در تاجیکی نیز مصدرها با тан- (تَن) یا дан- (دَن) پایان می‌یابند. همانند فارسی غربی دو بن ماضی و مضارع در دستور تاجیکی وجود دارند که بن ماضی از زدودن ан- (ـَن) از مصدر به دست می‌آید.
- кардан (کردن) - кард (کرد)
- доштан (داشتن) - дошт (داشت)
- пазируфтан (پذیرفتن) - пазируфт (پذیرفت)

بن‌های مضارع گوناگون‌ترند ولی آن‌ها نیز تاحدودی به مصدر و بن شبیه هستند و از زدودن بـ آغازین فعل امر آن مصدر به دست می‌آیند:
- кардан (کردن) - кун (کن)
- доштан (داشتن) - дор (دار)
- пазируфтан (پذیرفتن) - пазир (پذیر)

### وجه‌ها
در تاجیکی نیز دو وجه صرفی ماضی و مضارع وجود دارد.
وجه ماضی با افزودن а- (ـه) به بن ماضی ساخته می‌شود:
- кардан (کردن) - карда (کرده)
- доштан (داشتن) - дошта (داشته)
- пазируфтан (پذیرفتن) - пазируфта (پذیرفته)

وجه مضارع نیز با افزودن анда- (ـَنده) به بن مضارع ساخته می‌شود:
- кардан (کردن) - кунанда (کننده)
- доштан (داشتن) - доранда (دارنده)
- пазируфтан (پذیرفتن) - пазиранда (پذیرنده)

### شناسه‌ها
شخص‌ها در تاجیکی نیز با افزودن شناسه به بن ساخته می‌شوند. این شناسه‌ها عبارتند از:
| شناسه        | تاجیکی                          | غربی |
| ------------ | ------------------------------- | ---- |
| اول شخص مفرد | ам-                             | ـَم   |
| دوم شخص مفرد | ӣ-                              | ی    |
| سوم شخص مفرد | ад- (برای زمان‌های غیر از گذشته) | ـَد   |
| سوم شخص مفرد | تهی (برای زمان‌های گذشته)        | تهی  |
| اول شخص جمع  | ем-                             | یم   |
| دوم شخص جمع  | ед-                             | ید   |
| سوم شخص جمع  | анд-                            | ـَند  |

در گویش‌های شمالی برای دوم شخص مفرد از ед- (ید) و برای دوم شخص جمع از едетон- (یدتان) استفاده می‌شود.

### زمان‌ها
دستور ساخت زمان‌های مختلف در زیر با مثال فعل кардан (کردن) آورده شده‌است. در تاجیکی دو زمان گذشته مستمر (مانند داشتم می‌کردم) و مضارع مستمر (مانند دارم می‌کنم) که در فارسی ایران رایج هستند وجود ندارند و به جای آن دو زمان گذشته معین (مانند کرده ایستاده‌ام) و مضارع معین (مانند کرده ایستاده بودم) وجود دارند.
گذشته ساده
زمان گذشته ساده با افزودن شناسه به بن گذشته به دست می‌آید:
- кардам (کردم)
- кардӣ (کردی)
- кард (کرد)
- кардем (کردیم)
- кардед (کردید)
- карданд (کردند)

گذشته استمراری
زمان گذشته استمراری با افزودن -ме (می) به گذشته ساده به دست می‌آید:
- мекардам (می‌کردم)
- мекардӣ (می‌کردی)
- мекард (می‌کرد)
- мекардем (می‌کردیم)
- мекардед (می‌کردید)
- мекарданд (می‌کردند)

گذشته نقلی
زمان گذشته نقلی با افزودن شناسه به صفت مفعولی به دست می‌آید:
- кардаам (کرده‌ام)
- кардаӣ (کرده‌ای)
- карда (کرده)
- кардаем (کرده‌ایم)
- кардаед (کرده‌اید)
- кардаанд (کرده‌اند)

گذشته کامل(دور)
زمان گذشته دور با افزودن صفت مفعولی آن فعل به будан (بوده) همراه با شناسه در پایان آن به دست می‌آید:
- карда будам (کرده بودم)
- карда будӣ (کرده بودی)
- карда буд (کرده بود)
- карда будем (کرده بودیم)
- карда будед (کرده بودید)
- карда буданд (کرده بودند)

گذشته التزامی
زمان گذشته التزامی با افزودن صفت مفعولی آن فعل به бош (باش) همراه با شناسه در پایان آن به دست می‌آید:
- карда бошам (کرده باشم)
- карда бошӣ (کرده باشی)
- карда бошад (کرده باشد)
- карда бошем (کرده باشیم)
- карда бошед (کرده باشید)
- карда бошанд (کرده باشند)

گذشته معین
زمان گذشته معین با افزودن صفت مفعولی آن فعل به истодан буд (ایستاده بود) همراه با شناسه در پایان آن به دست می‌آید:
- карда истода будам (کرده ایستاده بودم)
- карда истода будӣ (کرده ایستاده بودی)
- карда истода буд (کرده ایستاده بود)
- карда истода будем (کرده ایستاده بودیم)
- карда истода будед (کرده ایستاده بودید)
- карда истода буданд (کرده ایستاده بودند)

حال اخباری
زمان مضارع(حال) اخباری با افزودن -ме (می) به بن مضارع همراه با شناسه در پایان به دست می‌آید:
- мекунам (می‌کنم)
- мекунӣ (می‌کنی)
- мекунад (می‌کند)
- мекунем (می‌کنیم)
- мекунед (می‌کنید)
- мекунанд (می‌کنند)

حال التزامی
زمان مضارع(حال) التزامی با افزودن شناسه به بن مضارع (بدون بـ در ابتدا) به دست می‌آید:
- кунам (کنم)
- кунӣ (کنی)
- кунад (کند)
- кунем (کنیم)
- кунед (کنید)
- кунанд (کنند)

حال معین
زمان مضارع معین با افزودن صفت مفعولی آن فعل به истода (ایستاده) همراه با شناسه در پایان آن به دست می‌آید:
- карда истодаам (کرده ایستاده‌ام)
- карда истодаӣ (کرده ایستاده‌ای)
- карда истода (کرده ایستاده)
- карда истодаем (کرده ایستاده‌ایم)
- карда истодаед (کرده ایستاده‌اید)
- карда истодаанд (کرده ایستاده‌اند)

آینده
زمان آینده با افزودن شناسه‌ها به хоҳ (خواه) همراه با بن گذشته فعل در پایان آن به دست می‌آید:
- хоҳам кард (خواهم کرد)
- хоҳӣ кард (خواهی کرد)
- хоҳад кард (خواهد کرد)
- хоҳем кард (خواهیم کرد)
- хоҳед кард (خواهید کرد)
- хоҳанд кард (خواهند کرد)